# Francesco Laurana
Francesco Laurana, ou Franjo Vranjanin, né à Vrana (actuelle Zadar, Croatie) vers 1430, et mort à Avignon en 1502, est un sculpteur, médailleur et architecte italien,.

## Biographie
Francesco Laurana est né aux environs de 1430 à Vrana, près de Zara (l'actuelle Zadar, Croatie) dans ce qui était à l'époque la Dalmatie vénitienne. Pendant la domination de Venise, la même ville s'appelait La Vrana, forme romane de Vrana, qui est le nom donné à l'artiste et sous lequel il est connu en France et en Italie.
Il commence son apprentissage chez un sculpteur, puis  sa carrière à Naples, où il exécute un arc de triomphe au Castel Nuovo pour Alphonse V d'Aragon.
Après le mort de celui-ci, en 1458, il est appelé en France, à la cour de René, duc d'Anjou, comte de Provence et roi de Naples, qui le commissionne pour une série de médaillons. Il œuvre non seulement pour le roi René mais aussi pour les princes et les grands officiers qui l'entourent.
De 1466 à 1471, Laurana réside en Sicile. Il travaille à la chapelle Mastrantonio et réalise le tombeau de Pietro Speciale dans l'église Saint-François de  Palerme, le porche de Sainte-Marguerite in Sciacca, quelques Madones à la cathédrale de Palerme et de Noto, et le buste d'Éléonore d'Aragon (maintenant au Palazzo Abatellis).
En 1471, il retourne à Naples où il exécute la sculpture de la Vierge à la chapelle Sainte-Barbara. De 1474 à 1477, il part à Urbino pour trois ans, où travaille son parent Luciano Laurana.
Il repart ensuite en  France, où il introduit le « travail à l'antique », c'est-à-dire le style de la Renaissance italienne. Il se fixe à Marseille, où il passa la plus grande partie des dernières années de sa vie. Son atelier produit l'autel Saint-Lazare à la cathédrale de Marseille, le tombeau de Jean Cossa à Sainte-Marthe de Tarascon, celui de Charles IV du Maine au Mans, et le retable du Portement de Croix pour l'église des Célestins d'Avignon.
Ce fut le roi René qui lui passa cette commande, pour laquelle Laurana proposa une Vierge de l'Espame (Notre-Dame du Spasme), terme qui désignait une Vierge défaillante à le vue de son fils portant la croix. Ce thème fut approuvé par le roi en mars 1478, mais une fois l'œuvre livrée, elle déplut et Laurana eut des difficultés à se faire payer .
La fille de Laurana ayant épousé Jean de la Barre, peintre avignonnais, Francesco vient s'installer à Avignon en 1498. Il y meurt en 1502 et est inhumé dans la chapelle de Notre-Dame-la-Belle, qui jouxtait le couvent des Augustins. Celle-ci fut démolie à la fin du XVIe siècle et les restes du peintre furent perdus.

## Œuvres dans les collections publiques
Autriche
- Vienne, Kunsthistorisches Museum :
  - Buste de dame noble, 1487, marbre de couleur ;
  - Buste d'Isabelle d'Aragon, 1488 ; marbre polychrome.

États-Unis
- New York, The Frick Collection : Buste de femme, marbre ;

France
- Aix-en-Provence, musée Granet : Masque mortuaire de Laure, la muse de Pétrarque[8] ;
- Avignon, collégiale Saint-Didier : : Portement de Croix, destiné au maître-autel de l'église des Célestins ;
- Bourges, musée du Berry : Buste de femme, masque mortuaire d'Agnès Sorel[9] ;
- Chambéry, musée des beaux-arts : Masque de femme[10] ;
- Le Mans, cathédrale Saint-Julien : Monument funéraire de Charles IV d'Anjou, comte du Maine (attribution), marbre ;
- Le Puy-en-Velay, musée Crozatier : Masque féminin de gisant (attribution)[10] ;
- Marseille, église de la vieille Major : Autel de saint Lazare ;
- Paris, musée du Louvre :
  - Buste d'une princesse, vers 1471, marbre, portrait posthume présumé de l'infante Éléonore d'Aragon ;
  - Armoiries de René d'Anjou, marbre ;
- Tarascon, église Sainte-Marthe, crypte :
  - Tombe de Jean Cossa ;
  - Marie-Madeleine portée par les anges, cénotaphe ayant contenu autrefois les reliques de Marthe[11] ;

Italie
- Florence, musée national du Bargello : Baptiste Sforza, buste ;
- Palerme, Portrait d'Éléonore d'Aragon, palazzo Abatellis ; église San Francesco d'Assisi : Tombe de Pietro Speciale

## Galerie

Œuvres de ou attribuées à Francesco Laurana
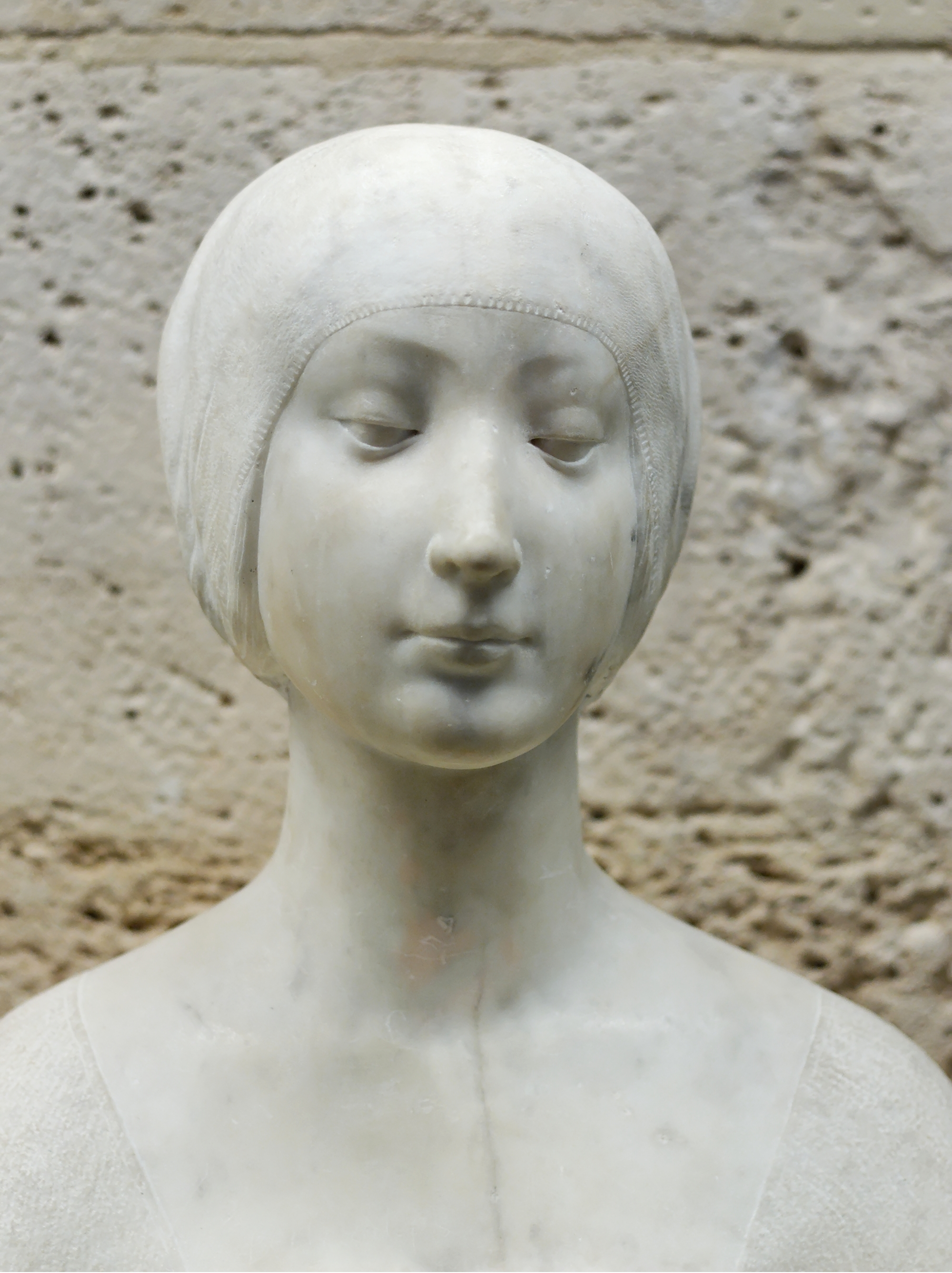
Portrait d'une princesse, portrait présumé de l'infante Éléonore d'Aragon (vers 1471), Paris, musée du Louvre.
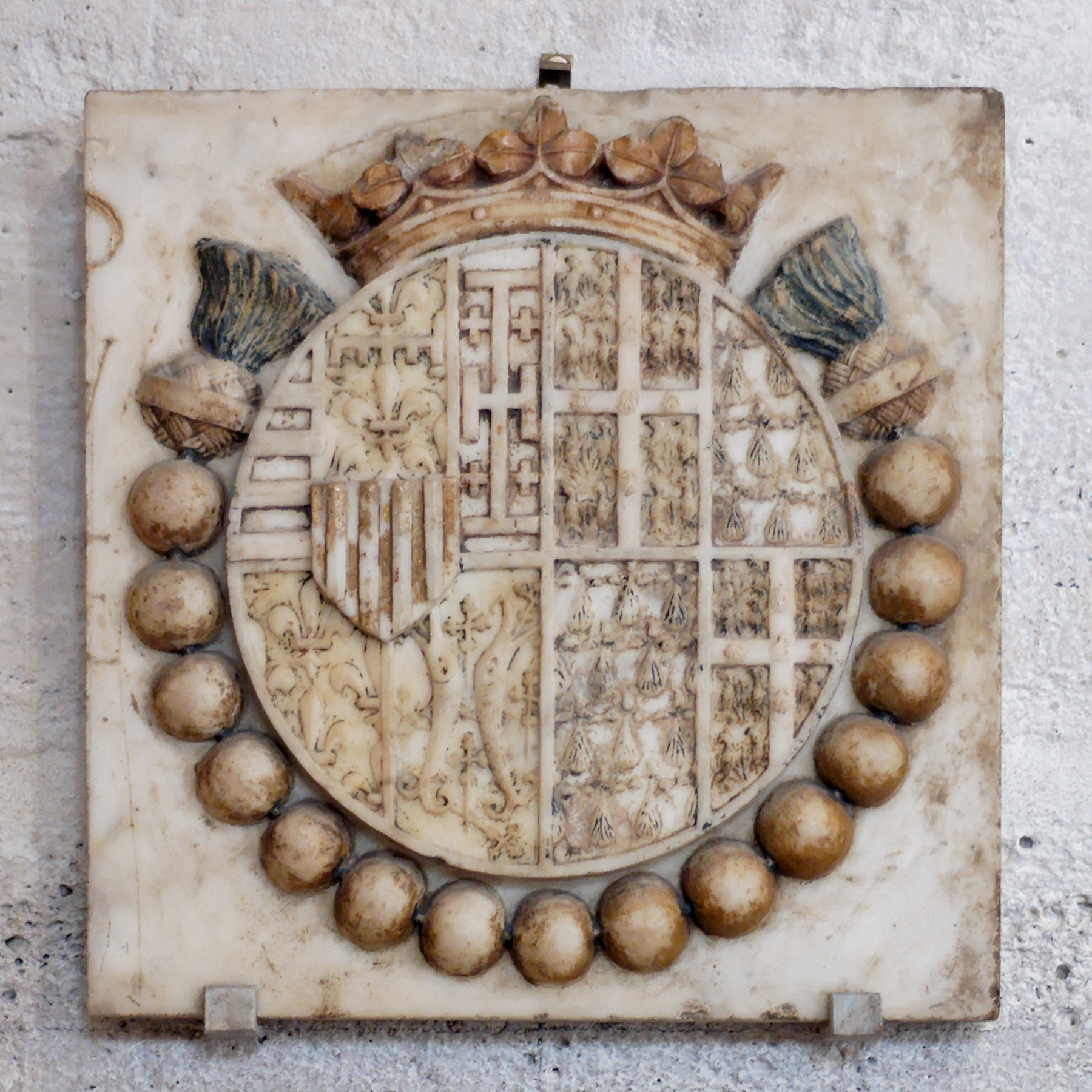
Armoiries de René d'Anjou, Paris, musée du Louvre.
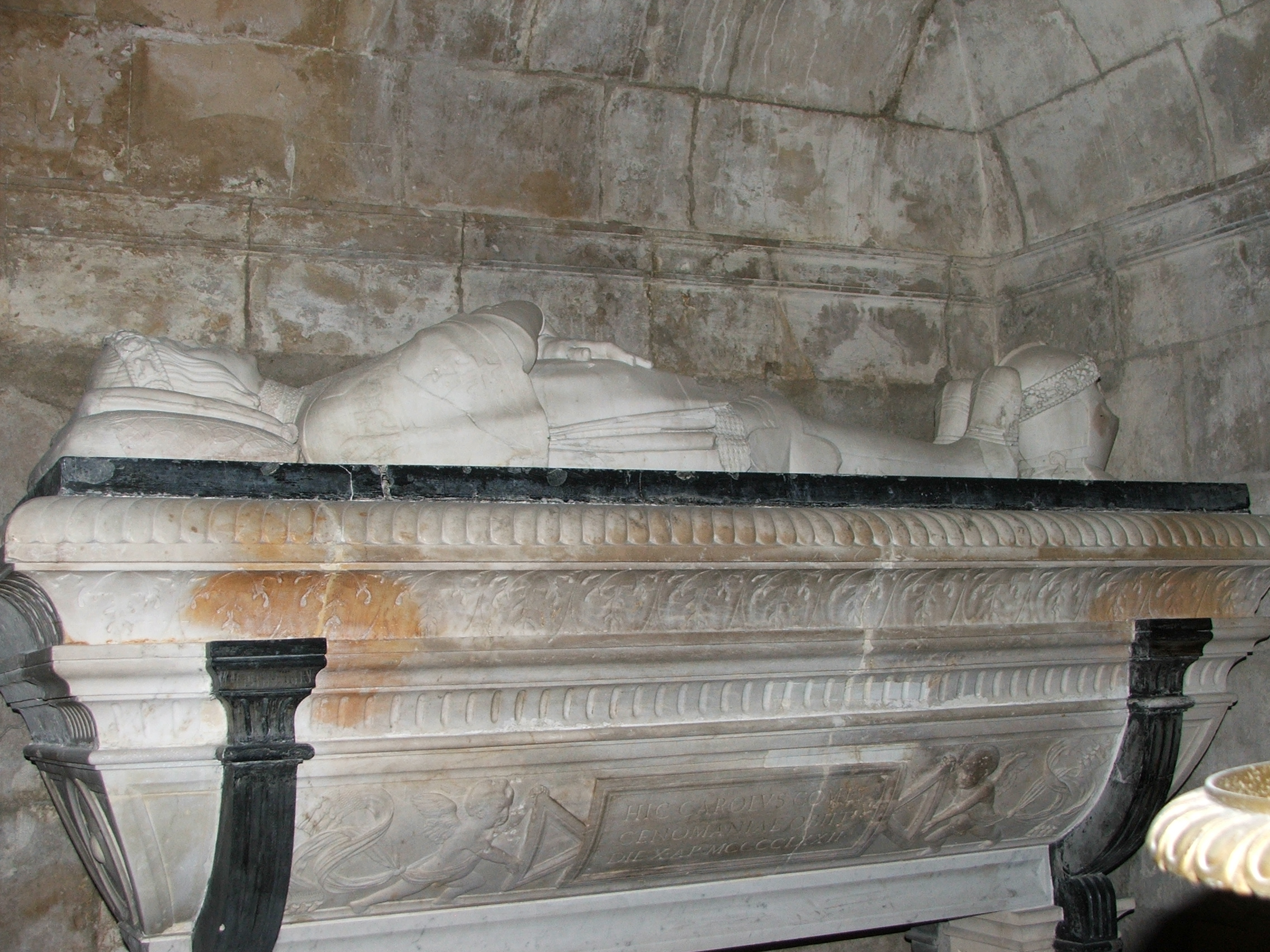
Attribué à Francesco Laurana, Tombeau de Charles IV d'Anjou, comte du Maine, Le Mans, cathédrale Saint-Julien .
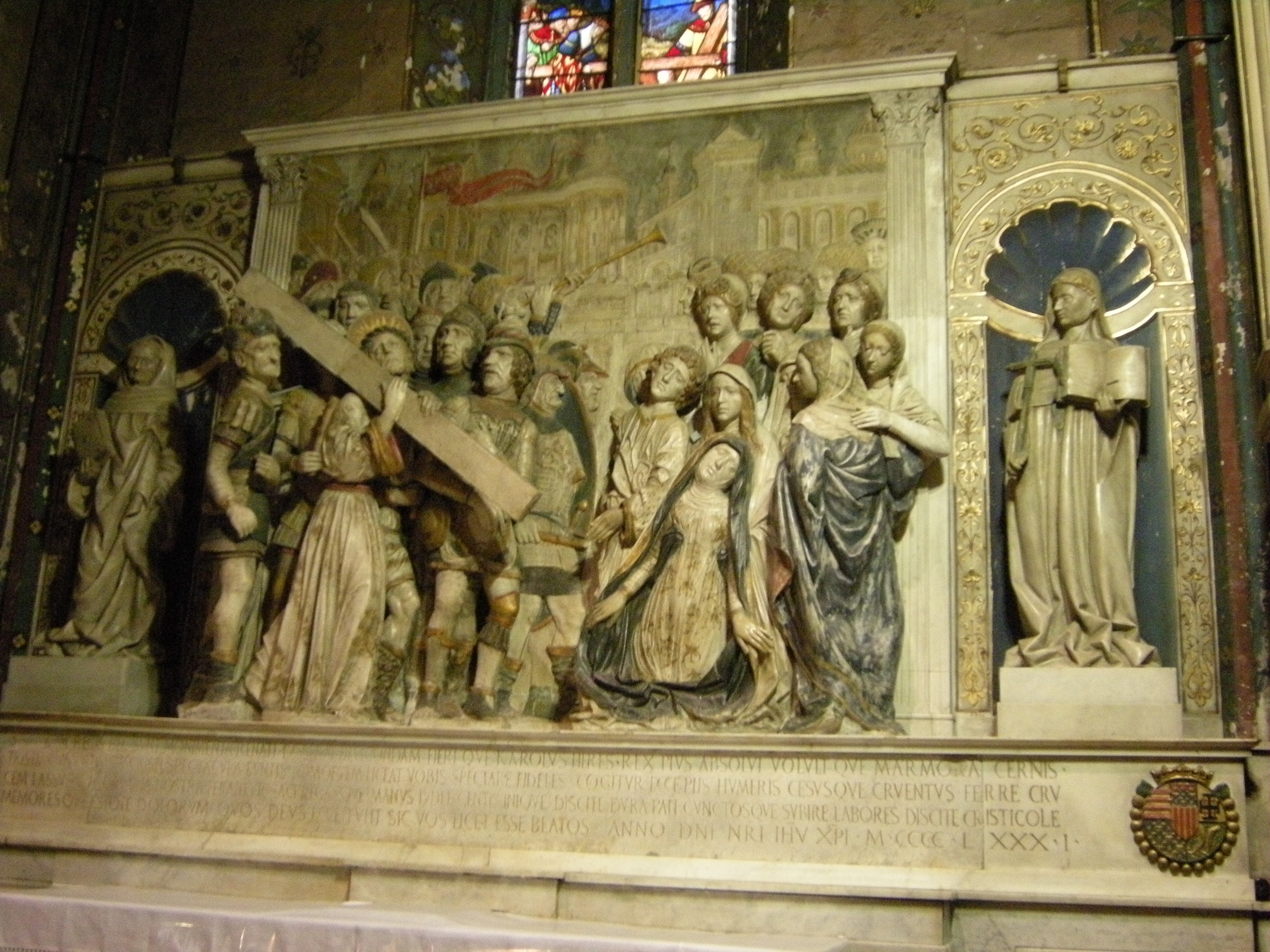
Portement de Croix, Avignon, collégiale Saint-Didier.

### Iconographie
- Œuvres de Francesco Laurana
  - Sur culture.fr.
  - Sur Gallery of art.